# Peter Henrici
Peter Henrici (ur. 31 marca 1928 w Zurychu, zm. 6 czerwca 2023 w Brig-Glis) – szwajcarski duchowny rzymskokatolicki, jezuita, w latach 1993–2007 biskup pomocniczy Chur. Kuzyn Hansa Ursa von Balthasara.

## Życiorys
Śluby zakonne w zgromadzeniu jezuitów złożył w 1947 roku. 23 lipca 1958 otrzymał święcenia kapłańskie. 4 marca 1993 papież Jan Paweł II mianował go biskupem pomocniczym Chur ze stolicą tytularną Absorus. Sakry udzielił mu 31 maja 1993 kardynał Bernardin Gantin, ówczesny prefekt Kongregacji ds. Biskupów. W marcu 2003 osiągnął biskupi wiek emerytalny (75 lat) i zgodnie z prawem kanonicznym złożył rezygnację, jednak jego posługa została przedłużona o prawie cztery lata, do 5 lutego 2007 roku. Zmarł 6 czerwca 2023 roku w Brig-Glis.